# مجتمع الذروة

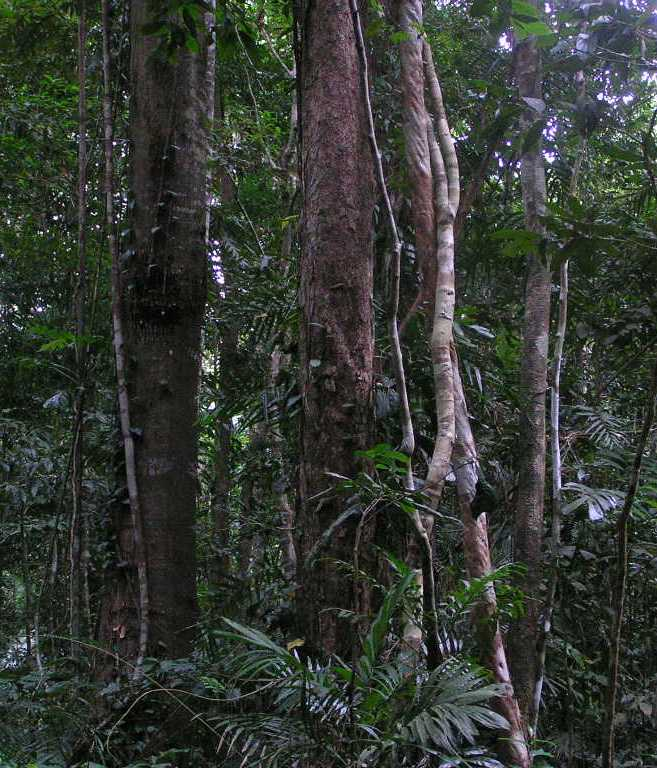
الغابات دانتري المطيرة في ولاية كوينزلاند ، أستراليا، هي مثال على النظام البيئي للغابات الذروة.

في علم البيئة، مجتمع الذروة أو المجتمع الأوجي (بالإنجليزية: climax community)‏ أو مجتمع الذروة المناخي هو مصطلح تاريخي لمجتمع بيولوجي من النباتات والحيوانات والفطريات التي تتم من خلال عملية التعاقب البيئي في تطوير الغطاء النباتي في منطقة مناخية وبالتزامن مع مرور الوقت تصل إلى حالة مستقرة. كان يعتقد أن هذا التوازن البيئي يحدث لأن مجتمع الذروة يتكون من أنواع من عناصر الطبيعة التي تتكيف بشكل أفضل مع الظروف المتوسطة في المناطق الطبيعية. يطابق المصطلح أيضًا في تطور وتنمية التربة. وتعتبر «حالة الأستقرار» الطبيعية أكثر وضوحًا خاصةً إذا أخذت فترات زمنية طويلة كافية لتحديد مجتمع الذروة.
نشأت فكرة الذروة الواحدة، والتي يتم تعريفها فيما يتعلق بالمناخ الإقليمي في أوائل القرن العشرين، وكانت عن طريق عالم البيئة والنبات فريدريك كليمنتس. وكتب هنري كاولز أول تحليل للتعاقب البيئي باعتباره شيء يؤدي إلى الذروة في عام 1899، لكن كليمنتس هو من استخدم مصطلح «الذروة» لوصف النهاية المثالية للتعاقب البيئي.

## استخدام فريدريك كليمنتس لـ «ذروة»
وصف كليمنتس التطور المتعاقب للمجتمعات البيئية التي يمكن مقارنتها بالتطور الجيني للكائنات الفردية. اقترح كليمنتس مقارنات فقط بالكائنات الحية البسيطة جدًا. طور علماء البيئة لاحقًا هذه الفكرة القائلة بأن المجتمع البيئي هو «كائن خارق»، بل وادعوا أحيانًا أن المجتمعات يمكن أن تكون متجانسة مع الكائنات الحية المعقدة وسعى إلى تحديد نوع ذروة واحد لكل منطقة. طور عالم النبات الإنجليزي آرثر تانسلي هذه الفكرة باستخدام "polyclimax" - نقاط نهائية متعددة للحالة الثابتة، تحددها عوامل تكوينية، في منطقة مناخية معينة. كان كليمنتس قد أطلق على هذه النقاط النهائية مصطلحات أخرى، وليس الذروة، واعتقد أنها ليست مستقرة لأنه بحكم التعريف، فإن ذروة الغطاء النباتي هي الأفضل للتكيف مع مناخ منطقة معينة. تم تجاهل التحديات المبكرة التي واجهها هنري جليسون لتشبيه كائن كليمنتس، واستراتيجياته الأخرى لوصف الغطاء النباتي إلى حد كبير لعدة عقود حتى تم إثبات صحتها بشكل كبير من خلال البحث في الخمسينيات والستينيات (أدناه). وفي الوقت نفسه، تم دمج نظرية الذروة بعمق في كل من البيئة النظرية وإدارة الغطاء النباتي. استمر استخدام مصطلحات كليمنتس مثل ما قبل الذروة وما بعد الذروة و plagioclimax و disclimax لوصف العديد من المجتمعات التي لا تزال قائمة في الحالات التي تختلف عن الذروة المثالية لمنطقة معينة.

## استمرارية الأستخدام
على الرغم من التخلي الشامل عن نظرية الذروة خلال التسعينيات، فقد أصبح استخدام مفاهيم الذروة مرة أخرى أكثر شيوعًا بين بعض علماء البيئة النظريين. ويواصل العديد من المؤلفين والمتحمسين للطبيعة استخدام مصطلح «الذروة» قليلاً للإشارة إلى ما يمكن أن يُسمى «المُجتمعات الناضجة» أو «قديمة النمو». كما تم اعتماد مصطلح «الذروة» كوصف لمرحلة تعاقبية مُتأخرة لمجتمعات اللافقاريات البحرية الكبيرة. بالإضافة إلى ذلك، لا يزال بعض علماء البيئة المعاصرين يستخدمون المصطلح المعاكس للذروة "disclimax" لوصف نظام بيئي تهيمن عليه الأنواع الغازية التي تمنع التنافس لإعادة إدخال الأنواع الأصلية. يستعار هذا المفهوم من تفسير كليمنت للذروة على أنهُ نظام بيئي يقاوم استعمار الأنواع الخارجية. تم استخدام مصطلح disclimax في السياق بواسطة كليمنت(1936)، على الرغم من كونه ظاهرة بشرية المنشأ تمنع التيسير والتعاقب لمجتمع الذروة الحقيقي، إلا أنه أحد الأمثلة الوحيدة للذروة التي يمكن ملاحظتها في الطبيعة.